# توم هيتون
توماس هيتون (بالإنجليزية: Tom Heaton)‏، من مواليد 15 أبريل 1986 في تشيستر في إنجلترا، لاعب كرة قدم إنجليزي يلعب في نادي مانشستر يونايتد.
بدأ مسيرته الكروية مع نادي مانشستر يونايتد في عام 2005 حتى عام 2010، وفي موسم 2005/2006 أعير إلى نادي سويندون تاون، ولعب معهم 14 مباراة.

## روابط خارجية
- توم هيتون على موقع الاتحاد الأوربي (الإنجليزية)
- توم هيتون على موقع قاعدة بيانات كرة القدم.إي يو (الإنجليزية)
- توم هيتون على موقع ليكيب (الفرنسية)
- توم هيتون على موقع ناشيونال فوتبول تيمز (الإنجليزية)
- توم هيتون على موقع Soccerbase.com (لاعب) (الإنجليزية)
- توم هيتون على موقع Soccerway.com (الإنجليزية)
- توم هيتون على موقع عالم كرة القدم.نت (الإنجليزية)
- توم هيتون على موقع كووورة
- توم هيتون على موقع AS.com (الإسبانية)